# Baeomycetales
Baeomycetales es un orden de hongos en la clase Lecanoromycetes. Consiste de una familia Baeomycetaceae, que contiene tres géneros Ainoa, Baeomyces, y Phyllobaeis.